# Drosophila trichaeta
Drosophila trichaeta är en tvåvingeart som beskrevs av Angus 1967. Drosophila trichaeta ingår i släktet Drosophila och familjen daggflugor.
Artens utbredningsområde är Nepal.